# 매킨토시 II
애플 매킨토시 II(Apple Macintosh II)는 1987년 3월 2일에 매킨토시 SE와 함께 출시된 매킨토시 컴퓨터로 고급형 기종 플랫폼 매킨토시 II 시리즈의 첫 모델이다. 매킨토시중에서는 처음으로 본체와 모니터가 분리되어 있었고 처음으로 컬러 모니터를 지원하였다.

## 역사
매킨토시 II는 하드웨어 설계자인 Michael Dhuey와 브라이언 버클리(Brian Berkeley)가 각각 컴퓨터와 모니터를 설계하였다.
기본 가격은 20MB 하드디스크와 모니터만으로 계산시 5,200 달러였고, 완벽한 컬러 지원을 위해 컬러 모니터, 그래픽 카드, 하드디스크, 키보드, RAM 확장으로 최고 10,000 달러의 비용이 요구된다. 이 가격으로 실리콘 그래픽스, 썬마이크로시스템즈, 휴렛 팩커드의 워크스테이션과 경쟁할 수 있었다. 매킨토시 II는 유닉스가 아닌 단일 사용자 맥 OS를 채택하여 높은 하드웨어 기능에 비해 비선점형 멀티태스킹의 특성으로 다른 OS에 비해 멀티태스킹 기능이 취약했다.
매킨토시 II의 프로젝트는 1985년 Dhuey와 버클리에 의해 시작되었으며 애플의 공동 창업자 중 하나인 스티브 잡스의 영향을 전혀 받지 않았다. 처음 코드명은 ‘리틀 빅 맥(Little Big Mac)’또는 Dhuey의 고향을 딴 ‘밀워키(Milwaukee)’로 불리었고, 뒤에 ‘리노(Reno)’, 우지(Uzi)’, ‘파리(Paris)’ 등의 코드명으로 부르게 되었다. 원래 프로젝트는 비밀리에 진행되었으나, 1985년 9월 잡스가 해고된 이후부터 공개적으로 프로젝트를 진행하게 되었다.
1987년 3월에 도입하고 5,498 달러로 발매된 매킨토시 II는 당시 IBM PC 호환기종처럼 수평으로 높는 데스크톱 케이스에 모니터를 얹는 형식으로 나왔다. 기존 매킨토시의 흑백 모니터와 일체형으로 디자인된 것과 완전히 대조되는 형태였다.
매킨토시 II의 가장 큰 개선사항은 컬러 퀵드로우 (Color QuickDraw) ROM의 탑재였다. 이를 통하여 32비트의 컬러 그래픽(24비트 색 깊이와 8비트 알파 채널)을 지원하여, 사실적인 트루 컬러 이미지를 표현하는 최초의 개인용 컴퓨터가 되었다. 컬러 퀵드로우는 매킨토시 II의 ROM에 내장되어 있기 때문에 기존까지의 흑백 매킨토시에서 색상을 표시하도록 업그레이드 하는 것이 불가능하다.

## 특징

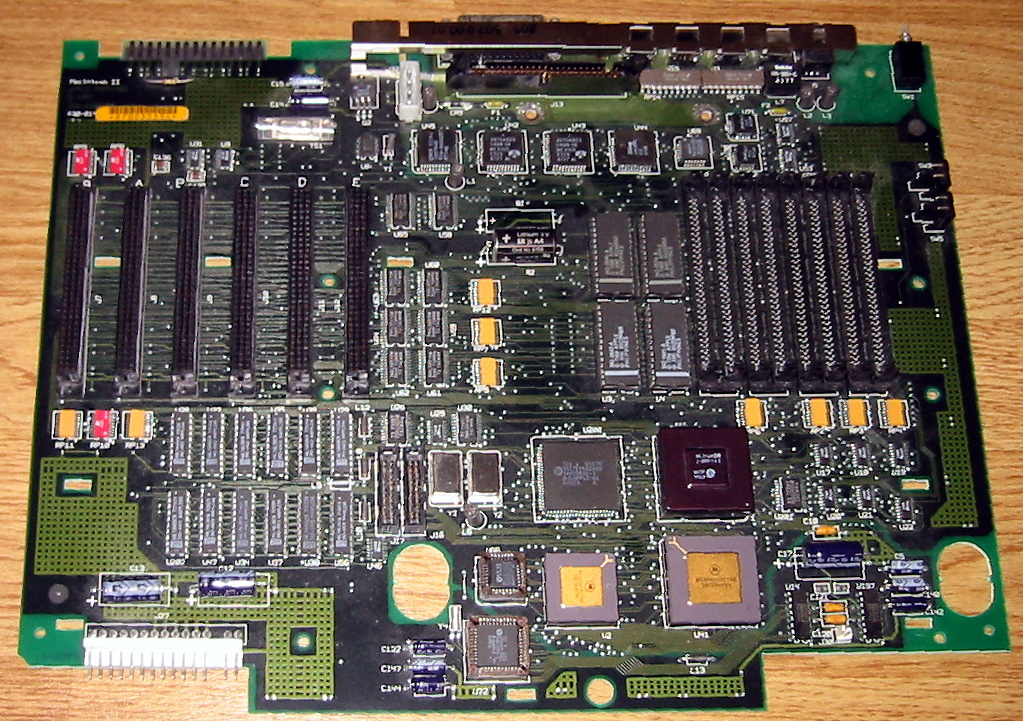
매킨토시 II의 마더 보드

매킨토시 II는 16MHz의 모토로라 68020 프로세서를 최초로 탑재하였고 이와 함께 모토로라 68881 부동소수점 장치도 들어있다. 표준 메모리는 1MB이며 20MB까지 확장가능하다. 별도의 FDHD 업그레이드 킷을 이용하면 68MB까지 확장할 수 있다. 5.15인치 40MB SCSI 내장 하드디스크와 800KB 지원 3.5인치 플로피 디스크 드라이브가 포함되어 있다. 그리고 6개의 NuBus 확장 슬롯이 있어 NuBus 그래픽 카드를 이용하여 최대 6개의 디스플레이를 연결하는 것이 가능하다.(단, 1개의 확장 슬롯은 그래픽 카드 최소 1개를 필수로 장착해야 하는데, 이는 내장 그래픽 칩셋이 포함되어 있지 않기 때문이다.) 이외에 사용할 수 있는 확장 슬롯으로 Mac286이라 하여 인텔의 80286 칩이 포함되어 MS-DOS 에뮬레이션에 사용할 수 있다.
매킨토시 II와 매킨토시 SE부터는 키보드를 포함하지 않고 판매되기도 한다. 그리고 ADB(Apple Desktop Bus)라는 새로운 규격을 장착했으며, 이를 이용하여 기본 애플 키보드(M0116), 애플 확장 키보드(Apple Extended Keyboard)와 애플 마우스를 별도로 구매할 수 있다.
매킨토시 II는 후속모델인 매킨토시 IIx와 매킨토시 IIfx와 함께 모두 모토로라 68030 사용이 가능하며, 마더 보드 스왑으로 매킨토시 II를 매킨토시 IIx, IIfx로 업그레이드하는 것이 가능하다. 매킨토시 시스템에 심각한 오류를 일으킬 때 나오는 새드 맥과 함께 나오는 사운드인 "Chimes of Death”가 처음 등장한 기종이었다.

## 같이 보기
- 매킨토시 II 시리즈
- 매킨토시 IIx
- 매킨토시 IIfx
- 매킨토시 IIvi
- 매킨토시 SE